# Herkulesfürdő
Herkulesfürdő (románul Băile Herculane, németül Herkulesbad, latinul Aqua Herculis, római neve Ad aquas Herculi sacras volt) város Romániában, Krassó-Szörény megyében.

## Fekvése
Orsovától 17 km-re északra, a Cserna partján fekszik.

## Nevének eredete
Neve arra utal hogy a rómaiak hite szerint a hévizek Herkulestől függtek.

## Története

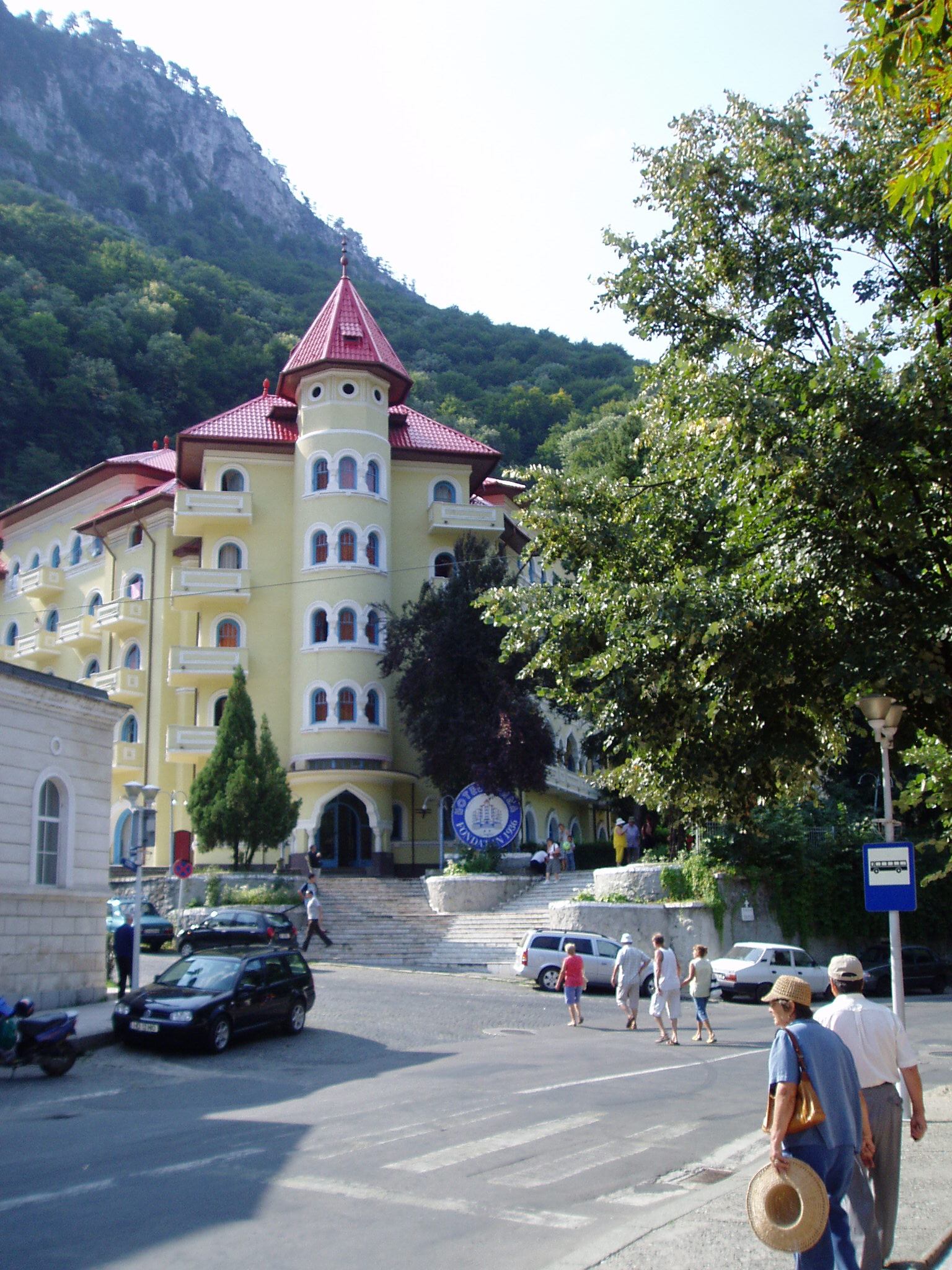
Hotel Cserna

A Cserna folyó völgyében levő melegforrásokat már a rómaiak is ismerték. Herkulesnek templomot és oltárt emeltek itt, aki a melegforrások istene volt. Fürdőjét valószínűleg Traianus császár építtette, ásatásakor Herkules szobrok és fogadalmi táblák kerültek elő. A rómaiak után fürdője a népvándorlás viharaiban feltehetően elpusztult és feledésbe merült. 1734-ben fedezte fel a köszvényben szenvedő gróf Johann Andreas Hamilton osztrák altábornagy, aki III. Károly királynál elérte, hogy az ókori maradványokra építsenek fel egy katonák gyógyulását elősegítő katonai fürdőt.  A Temesi Bánság kormányzója Kőmíves Pál Ádám temesvári orvosdoktor szakvéleményét is elküldte Bécsbe. 
Tatarczy Károly nagyvállalkozóhoz köthető Herkulesfürdő népszerűvé tétele. Tatarczy 1854-ben a Magyar Királyi Kincstártól bérbe vatte a falutól délre eső területet, hogy itt építtethesse fel a település balneológiai létesítményeit. Várossá akarta fejleszteni Herkulesfürdő új központját. A cseh Karlsbad (ma Karlovy Vary), a svájci Bad Ragaz és Baden fürdőházait tekintette mintának. 1854-ben megbízta Wilhelm von Doderer bécsi építészt hogy tervezzen meg egy elegáns fürdőhelyet. A Bánáti Határőrvidék parancsnoksága Maderspach Károly tervei alapján 1837-ben átadta azt a 41 méter fesztávolságú vonalrudas vashidat, amely összekötötte a szomszédos völgyben Temesvár-Orsova között kanyargó vasútvonalat az új városközponttal.
A régi üdülőteleptől kissé távolabb az 1970-es években hatalmas modern házakból új fürdőtelep épült fel.
1910-ben 517 magyar, román és német lakosa volt. A trianoni békeszerződésig Krassó-Szörény vármegye Orsovai járásához tartozott.
1992-ben 6340 lakosából 6090 román (96,05%), 91 magyar (1,43%), 57 német (0,89%), 50 cigány (0,78%) és 52 egyéb (0,82%) volt.

## A gyógyvizek összetétele és hatása
Herkulesfürdő gyógyvizei reuma, foglalkozási és női betegségek, emésztési zavarok, periférikus idegrendszeri, légző- és mozgásszervi megbetegedések gyógyítására alkalmasak.
A gyógyvizek ivókúra formájában is nagyon hatásosak, főleg a tápcsatorna és az emésztőszervek megbetegedése, valamint vese- és hólyagbántalmak esetében.
Fürdő és ivókúra esetén azonban ajánlatos minden esetben kikérni a szakorvos véleményét, mivel az itteni gyógyvizek ásványtartalma nagyon tömény, csak egyetlen forrás vizében megengedett az orvosi vizsgálat nélküli fürdés.

## Földrajza

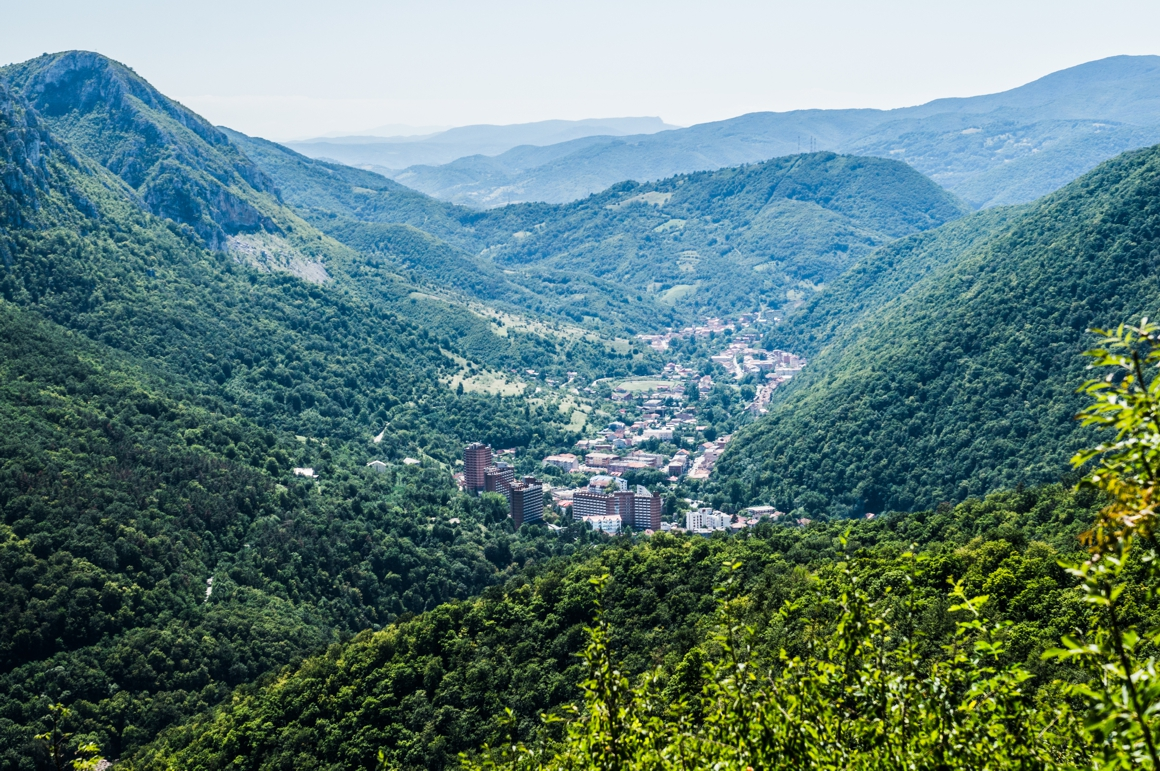
Herkulesfürdő a Sisi-szikláról

Az európai hírű fürdőhely Lombardiával egy szélességi fokon fekszik, azonban a két vidék mégis lényegesen különbözik egymástól, mivel Herkulesfürdőn egyaránt érvényesül a közép-európai, a duna-feketetengeri és a mediterrán éghajlat.
A 160 méter magasságban fekvő Herkulesfürdő évi középhőmérséklete plusz 14 Celsius-fok, mivel a környező magas hegyek felfogják az erős szeleket. A tél itt enyhe, a nyár nem forró és az ég többnyire derűs.
A kedvező éghajlati viszonyok következtében gazdag és sokféle növényzet alakult ki a környéken, a sokféle növény közül azonban legjelentősebb a fürdőhely parkjának közepén álló több száz éves mamutfenyő.
A növényzeten kívül változatos a környék állatvilága is; a környéken sokféle lepkefaj található. A hely egyike Európa leggazdagabb lepkegyűjtő területeinek. A környék barlangjaiban számos különleges bogárfaj él, de a környéken előfordul kétféle vipera: a homoki vipera és a keresztes vipera is.

## Látnivalók
- A szállodáknak általában saját fürdőik vannak, legnevezetesebb a Hotel Roman aljában található római  fürdő.
- A műemlék épületek többsége nagyon leromlott, pusztuló állapotban van.
- Határában vízierőmű található a Cserna folyón.

## Híres emberek
- Itt született 1833-ban Friedrich von Martini, svájci mérnök, a Martini-Henry puska megalkotója.
- Itt született 1895. április 18-án Czartorysky Mária néven Lázár Mária színművésznő, érdemes művész.
- Itt komponálta 1903-ban Pazeller Jakab világhírűvé lett hangversenykeringőjét, a Herkulesfürdői emléket.
- Itt született 1913. július 11-én Szécsi Ferenc, magyar színész, rendező, érdemes művész.
- Itt született 1954. április 1-én Vasile Didea, román ökölvívó.
- Itt játszódik Sándor Pál 1977-ben bemutatott filmje, a Herkulesfürdői emlék.